# Accordo sui transiti
Con accordo sui transiti (Transitabkommen) si indica generalmente l'accordo tra il governo della Repubblica federale di Germania e il governo della Repubblica democratica tedesca sul transito di persone civili e merci tra la Repubblica federale di Germania e Berlino Ovest. È stato voluto dai Segretari di Stato Egon Bahr (RFT) e Michael Kohl (RDT). I negoziati si sono svolti il 17 dicembre 1971 ed il trattato fu firmato il 3 giugno 1972 a Bonn. Nel contesto della nuova Ostpolitik del governo Brandt, che voleva ottenere un netto miglioramento delle relazioni tra la Repubblica federale e la RDT attraverso l'idea del Wandel durch Annäherung ("Cambiamento attraverso il riavvicinamento"), l'accordo di transito doveva facilitare i viaggi tra la Repubblica federale e Berlino Ovest. In precedenza, in particolare i controlli alle frontiere dal punto di vista dei viaggiatori erano spesso percepiti come fastidiosi e talvolta associati a tempi considerevoli. L'accordo di transito è stato il primo accordo concluso a livello governativo tra la RFT e la RDT.

## Nozioni di base
La base di questo accordo era l'Accordo delle quattro potenze, approvato poco prima, il 3 settembre 1971, dagli Alleati ed entrato in vigore il 3 giugno 1972. Si occupava del libero accesso a Berlino Ovest, della presenza delle autorità federali nella parte occidentale della città e del soggiorno senza ostacoli degli Alleati in tutte le parti della città divisa. Per la prima volta ai sovietici fu garantita la sicurezza delle vie per Berlino Ovest. Fu stabilito che ulteriori dettagli sarebbero seguiti in un altro trattato, l'accordo sui transiti, che i due stati tedeschi negoziarono direttamente.

## Contenuto dell'accordo

### Aree di validità
L'accordo si applicava al trasporto marittimo, ferroviario e stradale. Il traffico aereo tra Berlino e il territorio federale non faceva parte dell'accordo. Particolare attenzione fu data al traffico stradale. Le regole e le procedure in caso di abuso erano molto dettagliate, in particolare nell'ambito del trasporto di merci e passeggeri, anche perché, dal punto di vista della RDT, vi era il pericolo che le vie di transito fossero utilizzate per tentare la fuga.

### Emissione di visti e controlli di identità

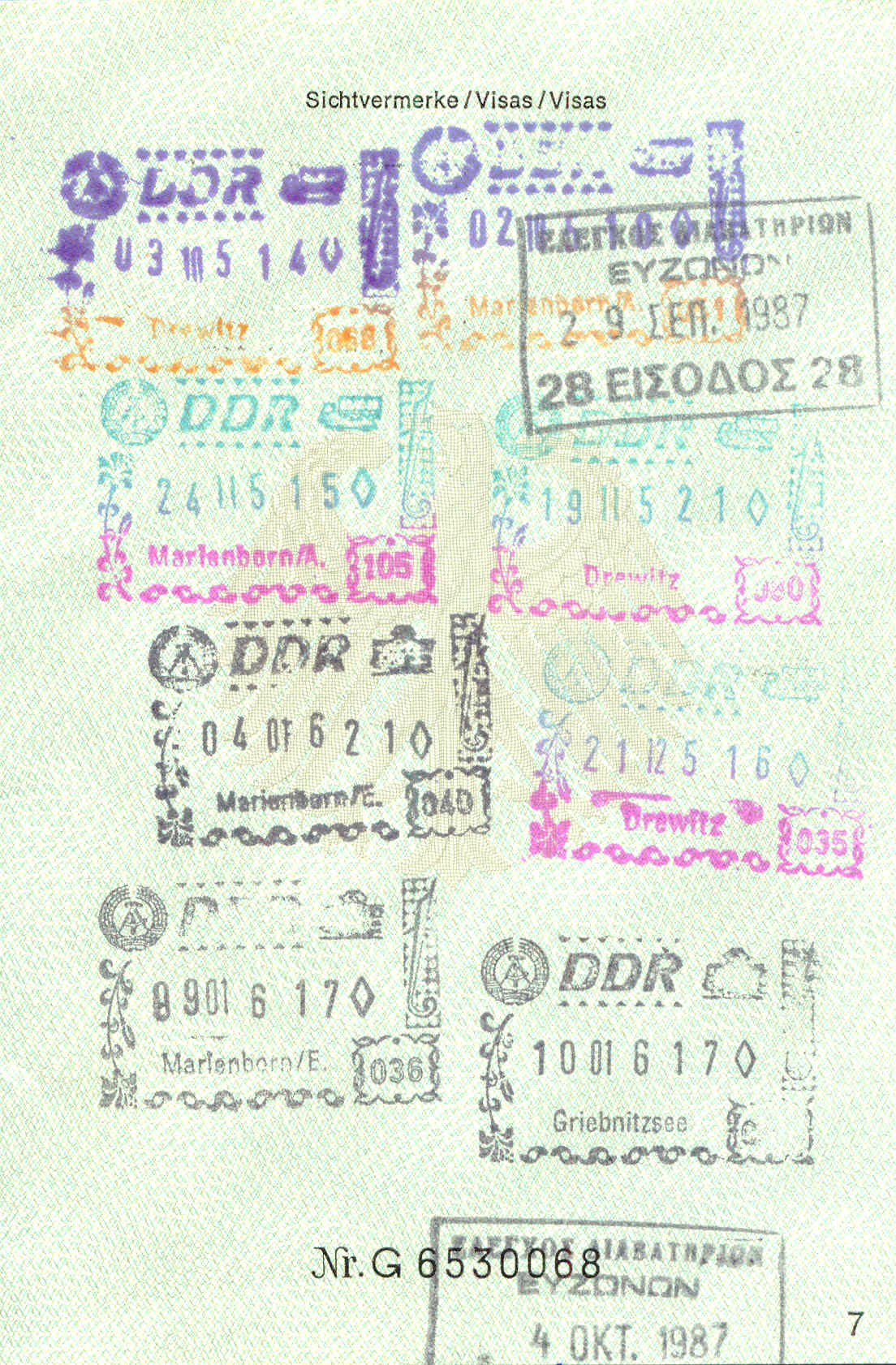
Voci del visto delle autorità della RDT

Tra le altre cose, l'accordo prevedeva che il rilascio dei visti ai posti di controllo di confine nella RDT dovesse essere effettuato direttamente sul veicolo del passeggero e che non vi fosse alcun controllo sul bagaglio. Un visto a due colori veniva timbrato nei passaporti e i colori cambiavano ogni anno. Per i residenti di Berlino Ovest, un foglio extra era inserito nella carta di identità berlinese "improvvisata" (di colore verde). Il rilascio del passaporto della Repubblica federale per i residenti di Berlino Ovest non era riconosciuto dalle autorità della RDT. Quando si utilizzavano collegamenti ferroviari continui, i visti venivano rilasciati dagli organi di controllo della RDT durante il viaggio. La nota del visto in transito in treno era nera monocromatica.

### Commissioni/Costi di transito
L'articolo 18 prevedeva inoltre che i costi di utilizzo delle vie di transito non dovevano più essere pagati direttamente dal viaggiatore, ma erano ora pagati dalla Repubblica federale in una somma forfettaria annuale. Questo passaggio è stato un immenso sollievo per i viaggiatori. A tal fine, il testo del contratto afferma:
"1. I doveri, gli oneri e gli altri costi relativi al transito, compresa la manutenzione dell'infrastruttura, delle strutture e degli impianti corrispondenti utilizzati per tale traffico, sono pagati dalla Repubblica federale di Germania alla Repubblica democratica tedesca sotto forma di una somma forfettaria annuale.
2. L'importo forfettario dovuto dalla Repubblica federale di Germania comprende:
a) le tariffe per l'utente della strada;
b) la perequazione fiscale;
c) le tasse del visto;
d) la compensazione degli svantaggi finanziari della Repubblica democratica tedesca mediante l'abolizione delle licenze nei servizi regolari di autobus e la concessione di licenze nel trasporto per vie navigabili interne, nonché i corrispondenti ulteriori svantaggi finanziari.
L'importo forfettario per gli anni dal 1972 al 1975 è fissato a 234,9 milioni di DM all'anno.
3. La Repubblica federale di Germania trasferisce la somma forfettaria ogni anno al 31 marzo, per la prima volta il 31 marzo 1972, su un conto presso una banca, che sarà stabilita dalla Repubblica Democratica Tedesca, nella Repubblica Federale Tedesca a favore della Deutsche Außenhandelsbank AG (DABA) a Berlino.
4. L'importo della somma forfettaria pagabile a partire dal 1976 e il periodo per il quale tale somma forfettaria deve essere valida sono determinati nella seconda metà del 1975, tenendo conto dell'evoluzione del traffico di transito."
Il significato dell'articolo 18 deriva anche da uno stesso interesse tra le due parti durante le negoziazioni del contratto. Si è convenuto di far entrare in vigore questo articolo il 1º gennaio 1972, in anticipo rispetto al resto. Le somme forfettarie annuali, come concordato, venivano regolarmente adeguate al traffico sulle vie di transito e alla fine ammontavano a 860 milioni di DM nel 1989.

### Abuso
Dal punto di vista della RDT c'era il pericolo maggiore che le vie di transito servissero per tentare la fuga o che ci fossero contatti incontrollati e quindi indesiderati tra i berlinesi occidentali e cittadini della RDT. Pertanto, il contratto stabiliva esplicitamente ciò che poteva essere considerato un abuso dell'accordo di transito e essere perseguibile:
"1. Un abuso ai sensi del presente accordo sussiste se un viaggiatore, in transito dopo l'entrata in vigore del presente accordo, durante l'utilizzo delle rotte di transito illegalmente e colpevolmente viola le norme generalmente consuetudinarie della Repubblica democratica tedesca in materia di ordine pubblico, ossia:
a) diffondere o ricevere materiali;
b) trasporta persone;
c) lascia le vie di transito designate senza motivi particolari, come incidenti o malattie, o senza l'autorizzazione degli organi competenti della Repubblica democratica tedesca;
d) commette altri crimini
e) commette un reato amministrativo violando le norme sulla circolazione stradale.
In caso di ragionevole sospetto di abuso, gli organi competenti della Repubblica Democratica Tedesca effettueranno perquisizioni dei viaggiatori, dei mezzi di trasporto che usano e del loro bagaglio personale, in conformità con le regole generalmente accettate della Repubblica Democratica Tedesca in merito all'ordine pubblico oppure decidendo di rifiutare i viaggiatori.
L'accordo prevedeva inoltre che il reato dovesse essere perseguito anche dalle autorità della Repubblica federale, a condizione che l'infrazione fosse scoperta in un momento in cui il colpevole era già fuori dalla RDT.